# أورسولا شتراوس
اورسولا شتراوس (بالألمانية: Ursula Strauss) (و. 1974 – م) هي ممثلة، من النمسا.

## جوائز
حصلت على جوائز منها:
- رومي.

## وصلات خارجية
- أورسولا شتراوس على موقع IMDb (الإنجليزية)
- أورسولا شتراوس على موقع مونزينجر (الألمانية)
- أورسولا شتراوس على موقع ألو سيني (الفرنسية)
- أورسولا شتراوس على موقع أول موفي (الإنجليزية)
- أورسولا شتراوس على موقع قاعدة بيانات الأفلام السويدية (السويدية)
- أورسولا شتراوس على موقع قاعدة بيانات الفيلم (الإنجليزية)
- أورسولا شتراوس على موقع كينوبويسك (الروسية)